# Jolotichán
Jolotichán es una localidad del estado mexicano de Guerrero. Es parte del municipio de San Luis Acatlán.

## Toponimia
El nombre «Jolotichán» proviene de los términos en náhuatl: xolotl, dios del fuego en la cultura mexica; ti, posesivo; chantli, casa. Su significado es «Casa del dios Xólotl».

## Demografía
| Gráfica de evolución demográfica |
|                                  |

| Censo | Población |
| ----- | --------- |
| 1921  | 389       |
| 1930  | 458       |
| 1940  | 740       |
| 1950  | 924       |
| 1960  | 1 161     |
| 1970  | 1 293     |
| 1980  | 1 335     |
| 1990  | 1 537     |
| 2000  | 1 706     |
| 2010  | 1 550     |
| 2020  | 1 453     |